# 守山スポーツセンター
守山スポーツセンター（もりやまスポーツセンター）は、愛知県名古屋市守山区竜泉寺二丁目112番地にある市営のスポーツ施設である。

## 概要
2010年（平成22年）12月1日オープン。
建設中の2009年（平成21年）5月12日付け中日新聞で基礎部分の手抜き工事が報じられた。該当箇所の再工事が必要になったためオープン予定の延期が危ぶまれたが、予定通り開業にこぎ着けた。
施設内には、25メートルプール、トレーニング室、軽運動室、体育館（競技場）、フットサルコート、リラクゼーションルームがある。

## 施設
- 第1競技場
  - 観覧席：1,263席（うち4席は車いす用）
  - バスケットボール、バレーボール、テニス、バドミントン、ハンドボール、卓球等

- 第2競技場
  - 観覧席：108席（うち2席は車いす用）
  - バレーボール、バドミントン、卓球、柔道、剣道、空手道、エアロビクス等

- トレーニング室
  - 25種50点のトレーニングマシンを配置。

- 軽運動室
  - 卓球、エアロビクス等

- 温水プール
  - 25m×5コース（水深1.1m）、25m×1コース（水深0.8m）※ 学童用
  - 幼児用（0.5m）
  - 採暖室

- 会議室

- 屋外フットサルコート

- リラクゼーションルーム

## 所在地
- 愛知県名古屋市守山区竜泉寺二丁目112番地

## 交通アクセス
- 名古屋ガイドウェイバスガイドウェイバス志段味線（ゆとりーとライン） 小幡緑地駅または名古屋市営バス「小幡緑地」バス停下車。